# Салициловый альдегид
Салициловый альдегид (орто-гидроксибензальдегид, 2-гидроксибензальдегид) о-НОС6H4CHO — бесцветная жидкость с резким и навязчивым фенольным («гуашевым») запахом и жгучим вкусом. Вместе с 3-гидроксибензальдегидом и 4-гидроксибензальдегидом принадлежит к простейшим ароматическим оксиальдегидам. Салицальдегид — ключевой прекурсор для различных хелатирующих агентов.

## Физические свойства
Растворим в воде (1,72 г в 100 мл при 8°С), бензоле (64,6 г в 100 мл при 12°С), диэтиловом эфире, этаноле. Перегоняется с водяным паром. Диэлектрическая проницаемость 17,09.

## Получение
- Салициловый альдегид может быть получен из фенола и хлороформа в присутствии щелочи. Этот процесс называется реакцией Раймера-Тимана.

- Электролитическим восстановлением салициловой кислоты.
- Взаимодействием о-крезола с POCl3 или фосгеном при 120—150°С с последующим гидролизом образовавшегося фосфата или карбоната.
- Реакцией фенола с уротропином в присутствии борной кислоты (реакция Даффа).
- Альтернативный способ получения салицилового альдегида состоит в конденсации фенола с формальдегидом с последующим окислением образовавшегося гидроксибензилового спирта.

- В технике салициловый альдегид получают окислением ариловых эфиров ортокрезол-сульфокислоты, с помощью диоксида марганца в сернокислотном растворе, до соответствующих эфиров салицилового альдегида.

## Нахождение в природе
В природе встречается в эфирном масле Spiraea ulmaria, Spiraea digitata.
Также салициловый является веществом определяющим запах гречихи посевной.

## Химические свойства
Салициловый альдегид обладает свойствами ароматических альдегидов: образует семикарбазон (т.пл. 231°С), фенилгидразон (т.пл. 143°С) и оксим (т.пл. 57°С). С гидразином образует нерастворимый в воде салицилальдазин:
При взаимодействии с уксусным ангидридом в присутствии ацетата натрия образует кумарин:
С пероксидом водорода в нейтральной среде образует салициловую кислоту, в щелочной среде — пирокатехин (реакция Дейкина).
Вещество также обладает довольно сильными кислотными свойствами, что объясняется таутомерным превращением альдегида в хиноидную форму.
Характерное свойство салицилового альдегида — образование окрашеных комплексов с ионами металлов. Так, с водным растовором FeCl3 он даёт фиолетовое окрашивание, с гидроксидом натрия — жёлтое с сине-зелёной люминесценцией при освещении УФ-излучением.

## Применение
Салициловый альдегид применяют в органическом синтезе для получения пирокатехина, бензофурана, салицальдегид иминов, 3-карбетоксикумаринов.
В производстве красителей, как фунгицид, для количественного определения сивушного масла в этиловом спирте, в парфюмерии. В технике салициловый альдегид применяется для синтеза кумарина и некоторых красителей. Он является важным исходным соединением для синтеза ряда кислородсодержащих гетероциклов.
С аминами салициловый альдегид образует хелатирующие агенты. При реакции с этилендиамином образуется лиганд salen.